# Du Toit Nunataks
Du Toit Nunataks är nunataker i Antarktis. De ligger i Östantarktis. Argentina och Storbritannien gör anspråk på området.